# Hippia gracita
Hippia gracita är en fjärilsart som beskrevs av William Schaus 1922. Hippia gracita ingår i släktet Hippia och familjen tandspinnare. Inga underarter finns listade i Catalogue of Life.